# Edorisi Ekhosuehi
Edorisi Master Ekhosuehi (Benin City, 20 maggio 1984) è un ex calciatore nigeriano, di ruolo attaccante.

## Carriera
Nella stagione 2005-2006, gioca nove partite nella prima divisione francese con il Le Mans. In seguito verrà girato in prestito al Livorno in Serie A, con il quale non gioca nessuna partita, facendo così ritorno ai francesi.